# Chlorichaeta tuberculosa
Chlorichaeta tuberculosa är en tvåvingeart som beskrevs av Becker 1923. Chlorichaeta tuberculosa ingår i släktet Chlorichaeta och familjen vattenflugor. Inga underarter finns listade i Catalogue of Life.